# Selecció de futbol de l'Equador
El primer partit de la selecció equatoriana de futbol fou el 8 d'agost de 1938 empatant a 1 amb la selecció boliviana a domicili.
La seva primera participació en una Copa del Món fou a Xile 1962 però fou derrotat per Argentina i no aconseguí classificar-se per la fase final. A la fase de classificació del Mundial de 1966 una de les seleccions equatorianes més talentoses, encapçalada per homes com Washington Muñoz, Alberto Spencer, Carlos Raffo, Enrique Raymondi i Jorge Bolaños, forçà un partit de desempat contra Xile però en sortí derrotada.
L'any 2002, la selecció aconseguí la seva primera classificació per una fase final d'un Mundial. En el grup de classificació acabà segona per darrere de l'Argentina i per davant de Brasil. L'equip era format per homes com Agustin Delgado, Álex Aguinaga, Iván Kaviedes, Iván Hurtado o Ulises de la Cruz fou eliminat a la primera ronda però aconseguí una victòria per 1 a 0 enfront Croàcia.
El 2006 aconseguí de nou la classificació per la fase final de la Copa del Món d'Alemanya. Es classificà en segona posició al grup A per darrere d'Alemanya i per davant de Polònia i Costa Rica. A la ronda de vuitens de final fou derrotada per Anglaterra per 1 a 0.
Pel que fa a la Copa Amèrica de futbol la seva millor classificació fou una quarta posició a les edicions de 1993 i 1959.

## Participacions en la Copa del Món
- 1930 - No participà
- 1934 - No participà
- 1938 - No participà
- 1950 - No participà
- 1954 - No participà
- 1958 - No participà
- 1962 - no es classificà
- 1966 - no es classificà
- 1970 - no es classificà
- 1974 - no es classificà
- 1978 - no es classificà
- 1982 - no es classificà
- 1986 - no es classificà
- 1990 - no es classificà
- 1994 - no es classificà
- 1998 - no es classificà
- 2002 - Primera ronda
- 2006 - Segona ronda
- 2010 - no es classificà
- 2014 - Primera fase
- 2018 - no es classificà

## Participacions en la Copa Amèrica
| - 1916 - No participà - 1917 - No participà - 1919 - No participà - 1920 - No participà - 1921 - No participà - 1922 - No participà - 1923 - No participà - 1924 - No participà - 1925 - No participà - 1926 - No participà - 1927 - No participà |  | - 1929 - No participà - 1935 - No participà - 1937 - No participà - 1939 - Cinquena posició - 1941 - Cinquena posició - 1942 - Setena posició - 1945 - Setena posició - 1946 - No participà - 1947 - Sisena posició - 1949 - Setena posició - 1953 - Sisena posició |  | - 1955 - Setena posició - 1956 - No participà - 1957 - Setena posició - 1959 - No participà - 1959 - Quarta posició - 1963 - Sisena posició - 1967 - no es classificà - 1975 - Primera ronda - 1979 - Primera ronda - 1983 - Primera ronda - 1987 - Primera ronda |  | - 1989 - Primera ronda - 1991 - Primera ronda - 1993 - Quarta posició - 1995 - Primera ronda - 1997 - Quarts de final - 1999 - Primera ronda - 2001 - Primera ronda - 2004 - Primera ronda - 2007 - Primera ronda - 2011 - Primera ronda - 2015 - Primera ronda - 2016 - Quarts de final |

## Participacions en els Jocs Panamericans
- 1951 - No participà
- 1955 - No participà
- 1959 - No participà
- 1963 - No participà
- 1967 - No participà
- 1971 - No participà
- 1975 - No participà
- 1979 - No participà
- 1983 - No participà
- 1987 - No participà
- 1991 - No participà
- 1995 - Primera ronda
- 1999 - No participà
- 2003 - No participà

## Equip
Els següents 23 jugadors han estat convocats per la Copa del Món 2014
| Dorsal | Posició | Jugador                     | Data de naixement/edat | Partits | Gols | Club                       |
| ------ | ------- | --------------------------- | ---------------------- | ------- | ---- | -------------------------- |
| 1      | POR     | Máximo Banguera             | 16 de desembre de 1985 | 25      | 0    | Barcelona                  |
| 12     | POR     | Adrián Bone                 | 8 de setembre de 1988  | 3       | 0    | El Nacional                |
| 22     | POR     | Alexander Domínguez         | 5 de juny de 1987      | 18      | 0    | LDU Quito                  |
| 2      | DEF     | Jorge Guagua                | 28 de setembre de 1981 | 59      | 2    | Emelec                     |
| 3      | DEF     | Frickson Erazo              | 5 de maig de 1988      | 37      | 1    | Flamengo                   |
| 4      | DEF     | Juan Carlos Paredes         | 8 de juliol de 1987    | 38      | 0    | Watford                    |
| 10     | DEF     | Walter Ayoví (Vice-captain) | 11 d'agost de 1979     | 90      | 8    | Pachuca                    |
| 18     | DEF     | Óscar Bagüí                 | 10 de desembre de 1982 | 21      | 0    | Emelec                     |
| 21     | DEF     | Gabriel Achilier            | 23 de març de 1985     | 23      | 0    | Emelec                     |
| 5      | MIG     | Renato Ibarra               | 20 de gener de 1991    | 18      | 0    | Vitesse                    |
| 6      | MIG     | Christian Noboa             | 9 d'abril de 1985      | 42      | 2    | Dynamo Moscow              |
| 7      | MIG     | Jefferson Montero           | 1 de setembre de 1989  | 40      | 8    | Morelia                    |
| 8      | MIG     | Édison Méndez               | 15 de març de 1979     | 110     | 18   | Santa Fe                   |
| 9      | MIG     | João Rojas                  | 14 de juny de 1989     | 30      | 2    | Cruz Azul                  |
| 14     | MIG     | Segundo Castillo            | 15 de maig de 1982     | 81      | 9    | Al-Hilal                   |
| 15     | MIG     | Michael Arroyo              | 23 d'abril de 1987     | 21      | 3    | Atlante                    |
| 16     | MIG     | Antonio Valencia (Captain)  | 4 d'agost de 1985      | 71      | 8    | Manchester United          |
| 19     | MIG     | Luis Saritama               | 20 d'octubre de 1983   | 49      | 0    | Barcelona                  |
| 20     | MIG     | Fidel Martínez              | 15 de febrer de 1990   | 8       | 2    | Universidad de Guadalajara |
| 23     | MIG     | Carlos Gruezo               | 19 d'abril de 1995     | 3       | 0    | Stuttgart                  |
| 11     | DAV     | Felipe Caicedo              | 5 de setembre de 1988  | 50      | 15   | Al-Jazira                  |
| 13     | DAV     | Enner Valencia              | 11 d'abril de 1989     | 10      | 4    | Pachuca                    |
| 17     | DAV     | Jaime Ayoví                 | 21 de febrer de 1988   | 30      | 9    | Tijuana                    |